# Списък с филмите на „Юнивърсъл Пикчърс“ (1990 – 1999)
Това е списък с филмите, продуцирани или разпространени от Universal Pictures през 1990–1999 г., открит през 1912 г. като Universal Film Manufacturing Company. Той е един от главните филмови продукции и разпределително рамо на Universal Studios, дъщерна компания на подразпределението NBCUniversal от Comcast.
| Пускане              | Заглавие                                       | Бележки |
| -------------------- | ---------------------------------------------- | --- |
| 19 януари 1990 г.    | Трусове                                        | копродукция с No Frills Productions и Pacific Western Productions |
| 9 март 1990 г.       | Coupe de Ville                                 | копродукция с Morgan Creek Entertainment |
| 30 март 1990 г.      | Opportunity Knocks                             | копродукция с Imagine Entertainment |
| 6 април 1990 г.      | Ревльото                                       | копродукция с Imagine Entertainment |
| 27 април 1990 г.     | Страж                                          | |
| 18 май 1990 г.       | Птица върху жица                               | копродукция с Interscope Communications |
| 25 май 1990 г.       | Завръщане в бъдещето 3                         | копродукция с Amblin Entertainment |
| 29 юни 1990 г.       | Призрачен татко                                | копродукция с SAH Enterprises |
| 6 юли 1990 г.        | Семейство Джетсън: Филмът                      | единствено разпространение продуциран от Hanna-Barbera Productions |
| 27 юли 1990 г.       | Пакостник                                      | копродукция с Imagine Entertainment и Robert Simonds Productions |
| 3 август 1990 г.     | Моят най-добър блус                            | копродукция с 40 Acres and a Mule Filmworks |
| 24 август 1990 г.    | Даркман                                        | копродукция с Renaissance Pictures |
| 5 октомври 1990 г.   | Хенри и Джун                                   | копродукция с Walrus & Associates |
| 19 октомври 1990 г.  | Белия дворец                                   | |
| 9 ноември 1990 г.    | Детска игра 2                                  | копродукция с Living Doll Productions |
| 12 декември 1990 г.  | Хавана                                         | копродукция с Mirage Enterprises и Grimes Production |
| 21 декември 1990 г.  | Ченге в детската градина                       | копродукция с Imagine Entertainment |
| 11 януари 1991 г.    | Лъвско сърце                                   | единствено разпространение |
| 18 януари 1991 г.    | Още веднъж                                     | копродукция с Dreyfuss/James Productions и Double Play Productions |
| 15 февруари 1991 г.  | Крал Ралф                                      | копродукция с Mirage Enterprises |
| 6 март 1991 г.       | Closet Land                                    | копродукция с Imagine Entertainment |
| 8 март 1991 г.       | Трудният начин                                 | |
| 29 март 1991 г.      | Възможности за кариера                         | копродукция с Hughes Entertainment |
| 26 април 1991 г.     | Целувки преди смъртта                          | единствено разпространение копродукция с Initial Pictures и Kellgate Limited |
| 24 май 1991 г.       | Обратна тяга                                   | единствено разпространение копродукция с Imagine Entertainment и Trilogy Entertainment Group |
| 7 юни 1991 г.        | Треска в джунглата                             | копродукция с 40 Acres and a Mule Filmworks |
| 3 юли 1991 г.        | Пакостник 2                                    | копродукция с Imagine Entertainment и Robert Simonds Productions |
| 26 юли 1991 г.       | Гангстери                                      | |
| 9 август 1991 г.     | Чист късмет                                    | |
| 30 август 1991 г.    | Детска игра 3                                  | |
| 4 октомври 1991 г.   | Викай!                                         | копродукция с Robert Simonds Productions |
| 18 октомври 1991 г.  | Студен като лед                                | |
| 1 ноември 1991 г.    | Хора под стъпалата                             | |
| 13 ноември 1991 г.   | Нос Страх                                      | копродукция с Amblin Entertainment |
| 22 ноември 1991 г.   | Американска приказка 2: Файвъл покорява запада | копродукция с Amblimation |
| 6 декември 1991 г.   | Игра в божиите селения                         | |
| 27 декември 1991 г.  | Пържени зелени домати                          | Номинация „Златен глобус“ за най-добър филм – мюзикъл или комедия |
| 10 януари 1992 г.    | Къфс                                           | |
| 21 февруари 1992 г.  | Спри или мама ще стреля                        | копродукция с Northern Lights Entertainment |
| 13 март 1992 г.      | American Me                                    | копродукция с YOY Productions, Olmos Productions и The Sean Daniel Company |
| 3 април 1992 г.      | Бетовен                                        | копродукция с Northern Lights |
| 17 април 1992 г.     | Бейб Рут                                       | копродукция с Kennedy Miller |
| 29 април 1992 г.     | Нормално напускане                             | |
| 22 май 1992 г.       | Далече, далече                                 | копродукция с Imagine Entertainment |
| 12 юни 1992 г.       | Лъжовна съпруга                                | копродукция с Imagine Entertainment |
| 31 юли 1992 г.       | Смъртта ѝ прилича                              | |
| 7 август 1992 г.     | Възкресяването на Каин                         | |
| 4 септември 1992 г.  | В затруднено положение                         | копродукция с Interscope Communications |
| 9 септември 1992 г.  | Проникване                                     | |
| 2 октомври 1992 г.   | Господин Бейзбол                               | копродукция с Outlaw Productions |
| 16 октомври 1992 г.  | Око на обществото                              | копродукция с South Side Amusement Company |
| 23 октомври 1992 г.  | Доктор Гигълс                                  | единствено разпространение продуциран от Largo Entertainment |
| 23 декември 1992 г.  | Усещане за жена                                | Номинация „Оскар“ за най-добър филм Номинация „Златен глобус“ за най-добър филм – драма |
| 25 декември 1992 г.  | Чужда собственост                              | |
| 29 януари 1993 г.    | Маслото на Лоренцо                             | копродукция с Kennedy Miller |
| 29 януари 1993 г.    | Матине                                         | |
| 19 февруари 1993 г.  | Армия на тъмнината                             | единствено разпространение в САЩ копродукция с Dino De Laurentiis Communications и Renaissance Pictures |
| 5 март 1993 г.       | Лудото куче и Глория                           | |
| 12 март 1993 г.      | Си Би 4                                        | копродукция с Imagine Entertainment |
| 2 април 1993 г.      | Ченге и половина                               | копродукция с Imagine Entertainment |
| 30 април 1993 г.     | Наследството                                   | копродукция с Prominent Features |
| 7 май 1993 г.        | Дракон: Историята на Брус Лий                  | |
| 11 юни 1993 г.       | Джурасик парк                                  | копродукция с Amblin Entertainment |
| 13 август 1993 г.    | Сърце и души                                   | |
| 20 август 1993 г.    | Трудна мишена                                  | копродукция с Alphaville Films и Renaissance Pictures |
| 10 септември 1993 г. | Истинската Маккой                              | копродукция с Bregman / Baer Productions |
| 24 септември 1993 г. | Объркани и непокорни                           | пуснат от Gramercy Pictures |
| 1 октомври 1993 г.   | Портиерът                                      | копродукция с Imagine Entertainment |
| 15 октомври 1993 г.  | Нощта на страшния съд                          | единствено разпространение продуциран от Largo Entertainment |
| 10 ноември 1993 г.   | Пътят на Карлито                               | копродукция с Bregman / Baer Productions |
| 24 ноември 1993 г.   | We're Back! A Dinosaur's Story                 | копродукция с Amblimation |
| 3 декември 1993 г.   | Опасна жена                                    | копродукция с Amblin Entertainment пуснат от Gramercy Pictures |
| 15 декември 1993 г.  | Списъкът на Шиндлер                            | Награда „Оскар“ за най-добър филм Награда „Златен глобус“ за най-добър филм – драма копродукция с Amblin Entertainment |
| 17 декември 1993 г.  | Бетовен 2                                      | копродукция с Northern Lights |
| 29 декември 1993 г.  | В името на Отца                                | Номинация „Оскар“ за най-добър филм Номинация „Златен глобус“ за най-добър филм – драма |
| 11 февруари 1994 г.  | Сега и завинаги                                | единствено разпространение продуциран от Largo Entertainment |
| 18 февруари 1994 г.  | Хапки от реалността                            | копродукция с Jersey Films |
| 4 март 1994 г.       | Алчни хора                                     | копродукция с Imagine Entertainment |
| 18 март 1994 г.      | Вестникът                                      | копродукция с Imagine Entertainment |
| 6 май 1994 г.        | Phantasm III: Lord of the Dead                 | единствено разпространение в САЩ копродукция с Starway International |
| 13 май 1994 г.       | Crooklyn                                       | копродукция с 40 Acres and a Mule Filmworks |
| 27 май 1994 г.       | Семейство Флинтстоун                           | единствено разпространение копродукция с Hanna-Barbera Productions и Amblin Entertainment |
| 3 юни 1994 г.        | По каубойски                                   | копродукция с Imagine Entertainment |
| 1 юли 1994 г.        | Сянката                                        | копродукция с Bregman / Baer Productions |
| 15 юли 1994 г.       | Истински лъжи                                  | международен разпространител копродукция с Lightstorm Entertainment 20th Century Fox поддържа Северноамериканските, френските, мексиканските и италианските права за разпространение                                                        |
| 29 юли 1994 г.       | Чуждият студент                                | копродукция с Gramercy Pictures |
| 5 август 1994 г.     | Малките разбойници                             | единствено разпространение копродукция с King World Entertainment и Amblin Entertainment |
| 9 септември 1994 г.  | Един добър човек в Африка                      | пуснат от Gramercy Pictures |
| 16 септември 1994 г. | Ченге във времето                              | единствено разпространение продуциран от Largo Entertainment, Dark Horse Entertainment и Renaissance Pictures |
| 30 септември 1994 г. | Дивата река                                    | |
| 21 октомври 1994 г.  | Радиоубийства                                  | единствено разпространение продуциран от Lucasfilm |
| 4 ноември 1994 г.    | Войната                                        | копродукция с Island World и Avnet/Kerner Productions |
| 23 ноември 1994 г.   | Джуниър                                        | копродукция с Northern Lights |
| 23 декември 1994 г.  | Уличен боец                                    | северноамериканско разпространение копродукция с Capcom Entertainment и Edward R. Pressman Productions Columbia Pictures поддържа международните права за разпространение                                                                   |
| 13 януари 1995 г.    | Приказки от криптата: Рицарят демон            | копродукция с Crypt Keeper Productions |
| 10 февруари 1995 г.  | Били Медисън                                   | копродукция с Robert Simonds Productions |
| 24 февруари 1995 г.  | Преследван                                     | |
| 24 март 1995 г.      | Майор Пейн                                     | копродукция с Wife 'n Kids Productions |
| 21 април 1995 г.     | Лек                                            | копродукция с Island Pictures |
| 28 април 1995 г.     | Селото на прокълнатите                         | единствено разпространение копродукция с Alphaville Films |
| 26 май 1995 г.       | Каспър                                         | копродукция с Amblin Entertainment и The Harvey Entertainment Company |
| 30 юни 1995 г.       | Аполо 13                                       | Номинация „Оскар“ за най-добър филм Номинация „Златен глобус“ за най-добър филм – драма копродукция с Imagine Entertainment |
| 11 юли 1995 г.       | Даркман 2: Завръщането на Дюрант               | копродукция с Renaissance Pictures |
| 28 юли 1995 г.       | Воден свят                                     | |
| 4 август 1995 г.     | Бейб                                           | Номинация „Оскар“ за най-добър филм Номинация „Златен глобус“ за най-добър филм – мюзикъл или комедия |
| 8 септември 1995 г.  | На Уонг Фу, с благодарности! Джули Нюмар       | копродукция с Amblin Entertainment |
| 13 септември 1995 г. | Пласьори                                       | копродукция с 40 Acres and a Mule Filmworks |
| 6 октомври 1995 г.   | Американско сватбено одеало                    | копродукция с Amblin Entertainment |
| 6 октомври 1995 г.   | Странни дни                                    | международен разпространител копродукция с Lightstorm Entertainment 20th Century Fox поддържа северноамериканските и италианските права за разпространение                                                                                  |
| 20 октомври 1995 г.  | Кибици в мола                                  | пуснат от Gramercy Pictures копродукция с View Askew Productions и Alphaville |
| 3 ноември 1995 г.    | Златотърсачи: Тайната на Мечата планина        | копродукция с Bregman/Baer Productions, Inc. |
| 17 ноември 1995 г.   | Американският президент                        | Номинация „Златен глобус“ за най-добър филм – мюзикъл или комедия единствено международно разпространение Columbia Pictures поддържа международните права за разпространение копродукция с Castle Rock Entertainment и Wildwood Enterprises |
| 22 ноември 1995 г.   | Казино                                         | копродукция с Légende Entreprises |
| 22 декември 1995 г.  | Балто                                          | копродукция с Amblimation |
| 22 декември 1995 г.  | Внезапна смърт                                 | |
| 29 декември 1995 г.  | Дванайсет маймуни                              | копродукция с Atlas Entertainment |
| 16 февруари 1996 г.  | Щастливият Гилмор                              | копродукция с Robert Simonds Productions |
| 15 март 1996 г.      | Ед                                             | |
| 29 март 1996 г.      | Сержант Билко                                  | копродукция с Imagine Entertainment |
| 12 април 1996 г.     | Страх                                          | копродукция с Imagine Entertainment |
| 19 април 1996 г.     | Mystery Science Theater 3000: The Movie        | копродукция с Best Brains пуснат от Gramercy Pictures |
| 26 април 1996 г.     | Приключението                                  | |
| 10 май 1996 г.       | Туистър                                        | международно разпространение копродукция с Warner Bros. Pictures и Amblin Entertainment |
| 17 май 1996 г.       | Флипър                                         | единствено разпространение копродукция с The Bubble Factory |
| 31 май 1996 г.       | Сърцето на дракона                             | |
| 28 юни 1996 г.       | Смахнатият професор                            | единствено разпространение копродукция с Imagine Entertainment и Eddie Murphy Productions |
| 19 юли 1996 г.       | Сянката на смъртта                             | копродукция с Wingnut Films |
| 16 август 1996 г.    | Бордей от кръв                                 | |
| 20 август 1996 г.    | Даркман 3                                      | копродукция с Renaissance Pictures |
| 30 август 1996 г.    | Ефектът на спусъка                             | копродукция с Amblin Entertainment пуснат от Gramercy Pictures |
| 6 септември 1996 г.  | Непробиваем                                    | |
| 11 октомври 1996 г.  | Камерата                                       | копродукция с Imagine Entertainment |
| 6 декември 1996 г.   | Дневна светлина                                | копродукция с Davis Entertainment |
| 24 януари 1997 г.    | Свирепи създания                               | копродукция с Jersey Films |
| 7 февруари 1997 г.   | Върхът на Данте                                | копродукция с Pacific Western Productions |
| 21 март 1997 г.      | Лъжльото                                       | копродукция с Imagine Entertainment |
| 4 април 1997 г.      | Това познато чувство                           | копродукция с The Bubble Factory |
| 18 април 1997 г.     | Момчетата на Макхейл                           | копродукция с The Bubble Factory |
| 2 май 1997 г.        | Божиите заповеди                               | пуснат от Gramercy Pictures копродукция с Northern Lights Entertainment |
| 23 май 1997 г.       | Изгубеният свят: Джурасик парк                 | копродукция с Amblin Entertainment |
| 11 юли 1997 г.       | Простичко желание                              | копродукция с The Bubble Factory |
| 22 август 1997 г.    | Заложете на Бобъра                             | копродукция с Robert Simonds Productions |
| 29 август 1997 г.    | Къл Завоевателя                                | |
| 14 ноември 1997 г.   | Чакала                                         | копродукция с Mutual Film Company and Alphaville |
| 12 декември 1997 г.  | Всяко зло за добро                             | копродукция с The Bubble Factory |
| 31 декември 1997 г.  | Боксьорът                                      | Номинация „Златен глобус“ за най-добър филм – драма |
| 16 януари 1998 г.    | Недопечен                                      | копродукция с Robert Simonds Productions |
| 6 февруари 1998 г.   | Блус Брадърс 2000                              | |
| 27 февруари 1998 г.  | Да целунеш глупак                              | единствено разпространение продуциран от Largo Entertainment |
| 20 март 1998 г.      | Първични цветове                               | копродукция с Mutual Film Company |
| 3 април 1998 г.      | Код „Меркурий“                                 | копродукция с Imagine Entertainment |
| 1 май 1998 г.        | Черното куче                                   | копродукция с Mutual Film Company |
| 22 май 1998 г.       | Страх и омраза в Лас Вегас                     | копродукция с Summit Entertainment и Rhino Films |
| 26 юни 1998 г.       | Извън контрол                                  | |
| 10 юли 1998 г.       | Малките войници                                | единствено международно разпространение копродукция с DreamWorks Pictures и Amblin Entertainment |
| 31 юли 1998 г.       | Бейзкетбол                                     | |
| 18 септември 1998 г. | Нещо истинско                                  | |
| 16 октомври 1998 г.  | Годеницата на Чъки                             | копродукция с David Kirschner Productions |
| 16 октомври 1998 г.  | Reach the Rock                                 | пуснат от Gramercy Pictures |
| 13 ноември 1998 г.   | Да срещнеш Джо Блек                            | копродукция с City Lights Films |
| 25 ноември 1998 г.   | Бейб в града                                   | копродукция с Kennedy Miller Productions продължение на „Бейб“ |
| 4 декември 1998 г.   | Психо                                          | копродукция с Imagine Entertainment |
| 11 декември 1998 г.  | Влюбеният Шекспир                              | единствено международно разпространение копродукция с Miramax Films |
| 25 декември 1998 г.  | Пач Адамс                                      | Номинация „Златен глобус“ за най-добър филм – мюзикъл или комедия |
| 15 януари 1999 г.    | Вирус                                          | копродукция с The Mutual Film Company, Valhalla Motion Pictures и Dark Horse Entertainment |
| 19 февруари 1999 г.  | Октомврийско небе                              | |
| 26 март 1999 г.      | Ед телевизията                                 | копродукция с Imagine Entertainment |
| 16 април 1999 г.     | До живот                                       | копродукция с Imagine Entertainment и Eddie Murphy Productions |
| 7 май 1999 г.        | Мумията                                        | копродукция с Alphaville |
| 28 май 1999 г.       | Нотинг Хил                                     | продуциран от PolyGram Filmed Entertainment |
| 9 юли 1999 г.        | Американски пай                                | копродукция с Zide/Perry Productions и Summit Entertainment |
| 6 август 1999 г.     | Секретен екип                                  | копродукция с Golar Productions и Dark Horse Entertainment |
| 13 август 1999 г.    | Боуфингър                                      | копродукция с Imagine Entertainment и Eddie Murphy Productions |
| 20 август 1999 г.    | Мики Синьото око                               | единствено разпространение във Великобритания разпространен в САЩ от Warner Bros. Pictures копродукция с Castle Rock Entertainment |
| 27 август 1999 г.    | Доблестният Дъдли                              | копродукция с Jay Ward Productions, Joseph M. Singer Entertainment и Davis Entertainment |
| 17 септември 1999 г. | От любов към играта                            | копродукция с Beacon Pictures, Tig Productions и Mirage Enterprises |
| 15 октомври 1999 г.  | Разделени заедно                               | единствено разпространение в Северна Америка Warner Bros. Pictures поддържа международните права копродукция с Castle Rock Entertainment |
| 22 октомври 1999 г.  | Сватбата                                       | копродукция с 40 Acres and a Mule Filmworks |
| 5 ноември 1999 г.    | Колекционерът                                  | копродукция с Columbia Pictures |
| 24 ноември 1999 г.   | Краят на дните                                 | американски разпространител копродукция с Beacon Pictures |
| 24 ноември 1999 г.   | Да яздиш с дявола                              | копродукция с Good Machine |
| 10 декември 1999 г.  | Зеленият път                                   | номинация за „Оскар“ за най-добър филм копродукция с Castle Rock Entertainment Warner Bros. Pictures разпространява и поддържа правата в САЩ и Канада                                                                                       |
| 22 декември 1999 г.  | Човек на луната                                | Номинация „Златен глобус“ за най-добър филм – мюзикъл или комедия северноамерикански и британски разпространител копродукция с Mutual Film Company Warner Bros. Pictures поддържа международните права                                      |
| 25 декември 1999 г.  | Прахът на Анджела                              | международно разпространение копродукция с Paramount Pictures, Scott Rudin Productions, David Brown Productions и Dirty Hands Productions                                                                                                   |
| 29 декември 1999 г.  | Ураганът                                       | Номинация „Златен глобус“ за най-добър филм – драма американски разпространител копродукция с Beacon Pictures Miramax Films поддържа международните права                                                                                   |